# صفيحة خيشومية

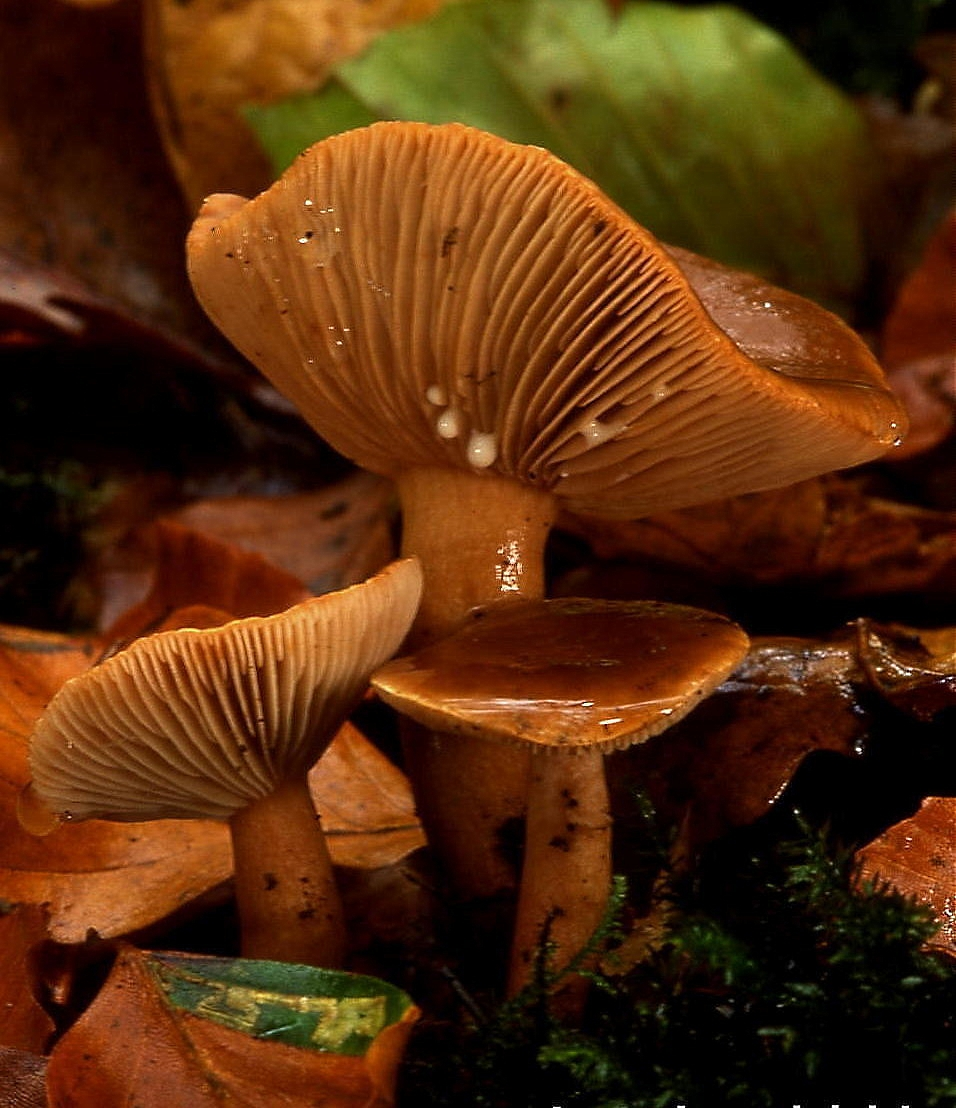
أجسام ثمرية ذات صفائح خيشومية ملحقة بارزة. الشكل واللون والكثافة والخصائص الأخرى (هنا تتسرب منها اللثى) مهمة عند تحديد أنواع الفطر

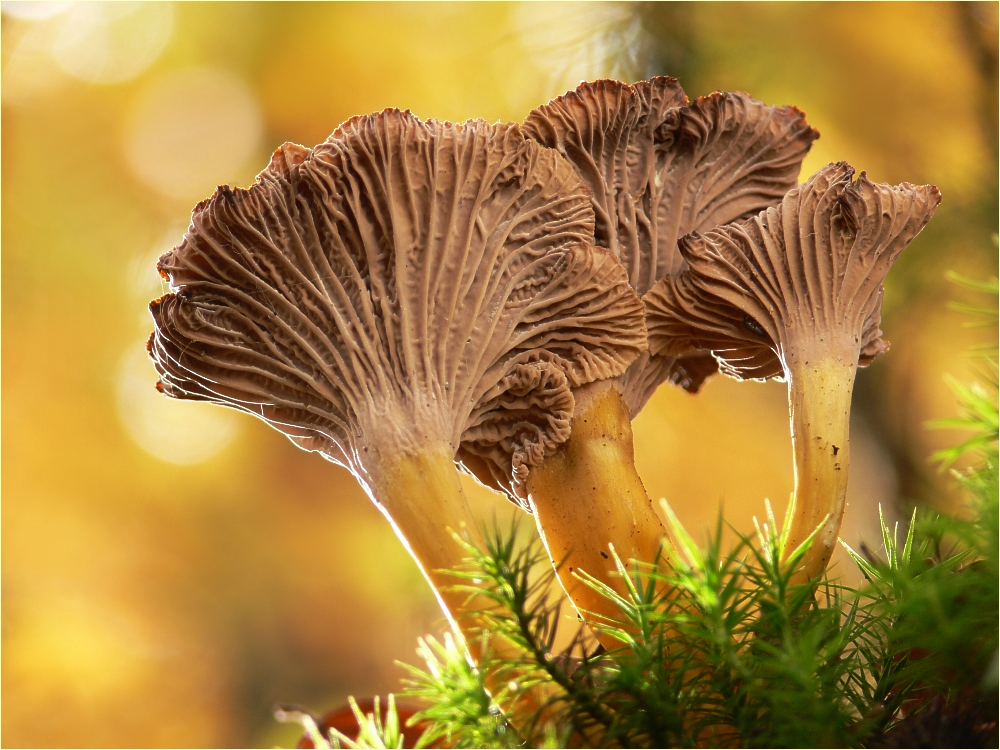
الصفائح الخيشومية الكويزي أصفر الساق

الصفيحة الخيشومية في علم الفطريات هي ضلع ورقي من حامل الغشيء يقع تحت قبعة الفطر، وغالبًا ما تكون الغاريقون. تستخدم الفطريات الصفائح الخيشومية وسيلةً لنشر الأبواغ، وهي مهمة لتحديد الأنواع. يُصنف ارتباط الصفائح بالجذع حسب شكلها عند النظر إليها من الجانب، في حين أن اللون والازدحام وشكلها الفردي يمكن أن تكون من السمات المهمة أيضًا. قد تمتلك الصفيحات الخيشومية ميزات مميزة مجهرية أو عيانية. فعلى سبيل المثال عادةً ما تتسرب مادة اللثى من صفائح أنواع الرغثوث.